# Депортіво Капіата

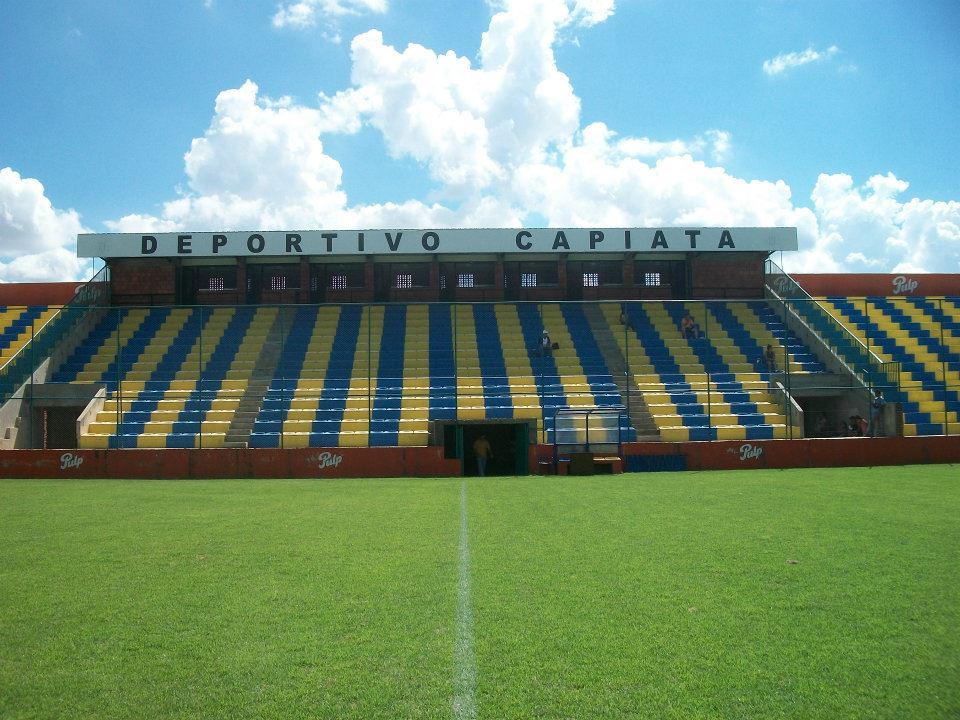
Стадіон клубу

«Депортіво Капіата» (ісп. Club Deportivo Capiatá) — парагвайський футбольний клуб із міста Капіата. Виступає у Прімері, найсильнішому дивізіоні країни.

## Історія
Клуб заснований 4 вересня 2008 року, з 2010 року грав у другому дивізіоні Парагваю. Зайнявши 2-е місце в 2012 році, отримав право грати в Прімері Парагваю. У своєму дебютному сезоні у вищому дивізіоні «Депортіво» посів 5-е місце і завоював право грати в Південноамериканському кубку 2014. Домашні матчі проводить на стадіоні «Еріко Галеано Сеговія», що вміщає 15 000 глядачів.

## Досягнення
- Віце-чемпіон Другого дивізіону Парагваю (1): 2012
- Учасник Кубка Лібертадорес (1): 2017 (Третій кваліфікаційний етап)

## Сезони по дивізіонах
- Перший дивізіон (7): 2013—2019
- Другий дивізіон (4): 2010—2012, 2020—н. ч.

### Виступи в Прімері
| Чемпіонат | Місце |
| Ап. 2013  | 8-е   |
| Кл. 2013  | 3-е   |
| Ап. 2014  | 9-е   |
| Кл. 2014  | 10-е  |
| Ап. 2015  | 11-е  |
| Кл. 2015  | 5-е   |
| Ап. 2016  | 7-е   |
| Кл. 2016  | 4-е   |
| Ап. 2017  | 8-е   |
| Кл. 2017  | 9-е   |
| Ап. 2018  | 11-е  |
| Кл. 2018  | 10-е  |
| Ап. 2019  | 8-е   |
| Кл. 2019  | 11-е  |

## Відомі гравці
- Карлос Бонет
- Рамон Коронель
- Данте Лопес
- Хуліо Санта Круз
- Родріго Сорія

## Відомі тренери
- Дієго Гавілан